# Klebsormidiales
A Klebsormidiales a Streptophyta Klebsormidiophyceae osztályának 2024-ig egyetlen rendje.

## Történet
Első faját Kützing írta le 1849-ben Ulothrix flaccida néven, majd 1972-ben Klebsormidium flaccidumra nevezték át P. C. Silva, Mattox és W. H. Blackwell.
Korábbi nézetek a Streptophyta harmadik legegyszerűbb, egyben a harmadik legősibb csoportjaként írták le a Mesostigmatophyceae és a Chlorokybophyceae után, azonban genetikai adatok szerint a Mesostigmatophyceae és a Chlorokybophyceae közös kládot alkot, mely együtt vált külön a Klebsormidiophyceae és a Phragmoplastophyta közös csoportjától.
K. D. Stewart és K. R. Mattox 1975-ben hozták létre, de formálisan nem írták le. 2014-ben a Klebsormidium és az Interfilum nemzetségek morfológiai összehasonlítása alapján megállapították, hogy mindkettőnek sporulációszerűen osztódhatnak vegetatív sejtjei.
Lokhorst et al. a Chlorokybus Klebsormidialesbe való áthelyezését javasolta a Chlorokybalesből annak vegetatív sejtjei mitózis- és citokinezismintái alapján, azonban Lemieux et al. 2007-ben valószínűtlennek tekintették ezt.
Formálisan először Bierenbroodspot és társai írták le 2024-ben. Az Entransia és Hormidiella nemzetségek eredetileg a Klebsormidiales részei voltak, 2024-ben azonban új rendekbe (Entransiales és Hormidiellales) sorolták őket, míg a korábban ismeretlen helyzetű Streptofilum a Klebsormidiales része lett.

## Morfológia

### Sejt
Önálló sejtfallal rendelkezik, mely osztódáskor H alakú és kupakszerű részekre töredezik. A sejtek rendelkeznek a szülősejt falának vagy annak maradványainak egy részével is.
Egy vagy két kloroplasztiszuk van, melyek a fonál vagy a kétsejtű tengelyére merőlegesek háromdimenziós sejtosztódáskor, és 1 pirenoidjuk van.

### Szervezet
A Klebsormidium jellemzően egysorozatú fonalas, míg az Interfilum egy-, kétsejtű, rövid vagy elágazó fonalakat alkotó vagy zsebes. Az Interfilum gyakran osztódik három dimenzióban, míg a Klebsormidium ritkábban.
Az Entransialesszel és Hormidiellalesszel szemben a Klebsormidialesnek nincs heteropolaritása.:676
Sejtjeinek nincs lemeze, osztódáshoz nem használ fragmoplasztot. Egysejtű állapota kokkoid.

## Élőhely
Talajban, nedves szubsztrátokon és vízben is megtalálható, egyes fajai ellenállhatnak a szárazságnak.
Mesterséges szubsztrátokon, például régi falakon is megtalálható.
A szárazföldi-vízi élőhelyek közti többszöri átmenet bizonyítéka, mivel az embriós növények előtt jelent meg a szárazföldön, utolsó közös őse valószínűleg fonalas volt, szarcinoid és egysejtű fajai levezetettek lehetnek. Több Klebsormidium- és Entransia-faj később visszatért a vízbe.:3. ábra

## Életmód
Mitózisa a van den Hook-rendszer szerint VII-es típusú, vagyis barázdálódással történik. Zoospóráinak nincs szemfoltja vagy sejtfala, egyik oldalon két ostoruk van aszimmetrikus helyzetben négyzetes pikkelyekkel és szőrökkel.
A fény és a dehidratáció befolyásolják ökofiziológiai teljesítményét, de a hőmérséklet nem.
Nem termelnek pektinszerű poliszacharidokat.

## Taxonómia
2022 februárjában az AlgaeBase-ben két családja szerepelt:
- Elakatotrichaceae Hindák
- Klebsormidiaceae K. D. Stewart et K. R. Mattox

## Genetika
HD-Zip I-génjei HD doménjében intron található, mely nincs jelen az embriós növényekben. Az embriós növényekével rokon, a DEK1 kládba tartozó TML- és az állati és valódizöldmoszat-citoszolikuskalpainokkal rokon kalpainokat is tartalmaz. Ezenkívül GST-Tauval rendelkezik a Chlorophytához és a Marchantiophytához hasonlóan.

### Szekvenált fajok
Elsőként szekvenált magi genomú faja a Klebsormidium nitens, melynek a NIES-2285 törzsét szekvenálták 2014-ben. 2013-ban Turmel et al. szekvenálták többek közt az Entransia fimbriata és egy Klebsormidium-faj mtDNS-ét. Ez tartalmazza az egyik elsőként sejtszervecskegenomban felfedezett DNS-metiltranszferázt, ami vírusfertőzés vesztigiális maradványa lehet.